# Domérat

Domérat este o comună în departamentul Allier din centrul Franței. În 1 ianuarie 2022 avea o populație de 8.665 de locuitori.